# Ahua vulgaris
Ahua vulgaris är en spindelart som beskrevs av Forster och Wilton 1973. Ahua vulgaris ingår i släktet Ahua och familjen trattspindlar. Inga underarter finns listade i Catalogue of Life.